# Atesta thorntoni
Atesta thorntoni är en skalbaggsart som beskrevs av Wang 1993. Atesta thorntoni ingår i släktet Atesta och familjen långhorningar. Inga underarter finns listade.